# Matrix (serie)
Matrix-serien består av tre science fiction/action-filmer regisserade av systrarna Wachowski och producerad av Joel Silver. Den första filmen, Matrix, släpptes i mars 1999. Efter den första filmens succé fick två filmer till klartecken; The Matrix Reloaded (maj 2003) och The Matrix Revolutions (november 2003). Efter att Matrix-trilogin getts ut gavs det även ut flera serietidningar, tecknade filmer och datorspel med samma miljöer och karaktärer som i filmerna.

### Fotnoter
1. ↑  Henrik Arvidsson (11 juni 2008). ”Tvillingfilmer vi minns”. Dagens nyheter. http://www.dn.se/kultur-noje/film-tv/tvillingfilmer-vi-minns/. Läst 12 januari 2017.